# Władysław Derdacki

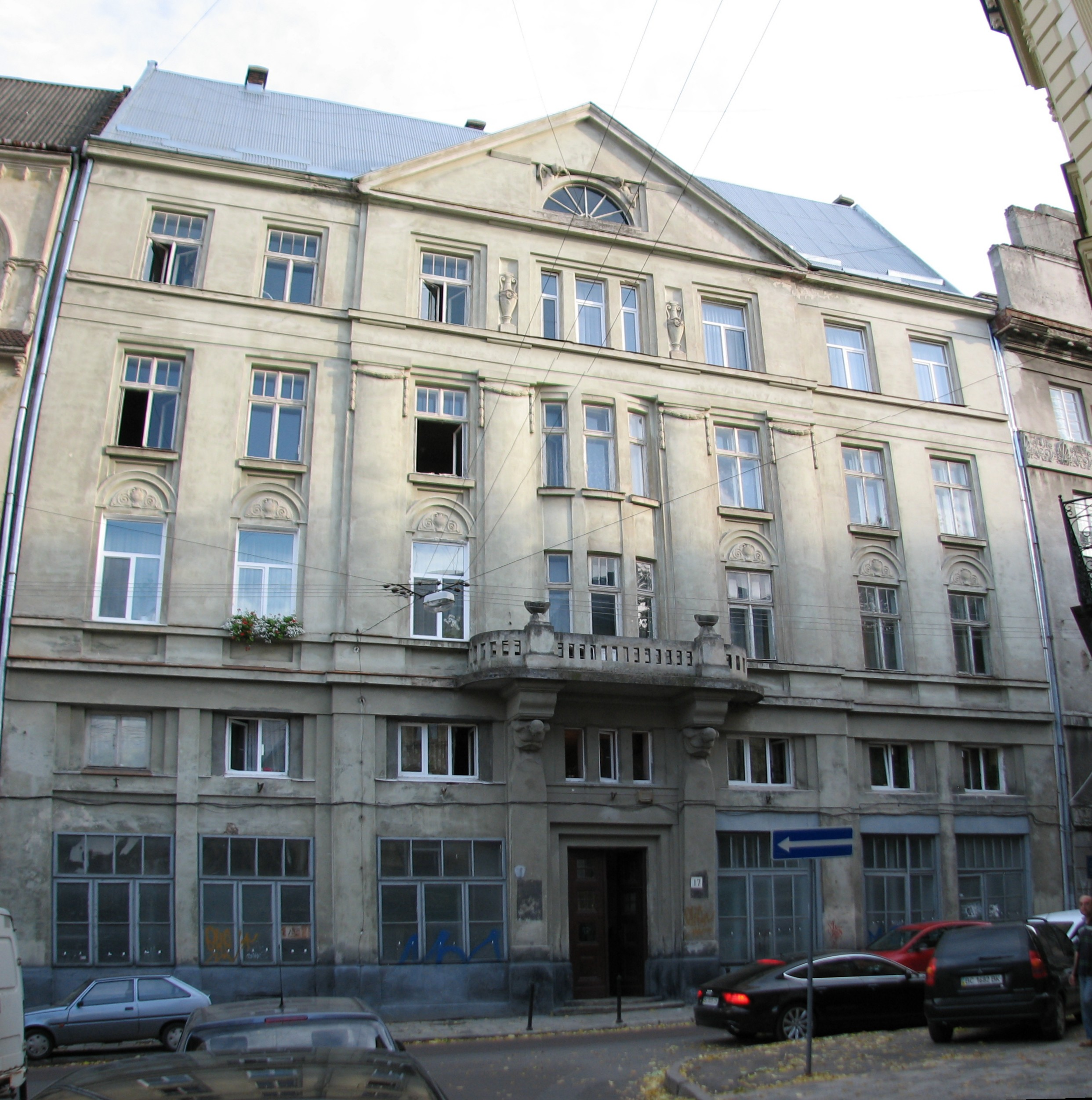
Dom Towarzystwa Pedagogicznego przy ulicy Dżochara Dudajewa 17 (Chorążczyna)

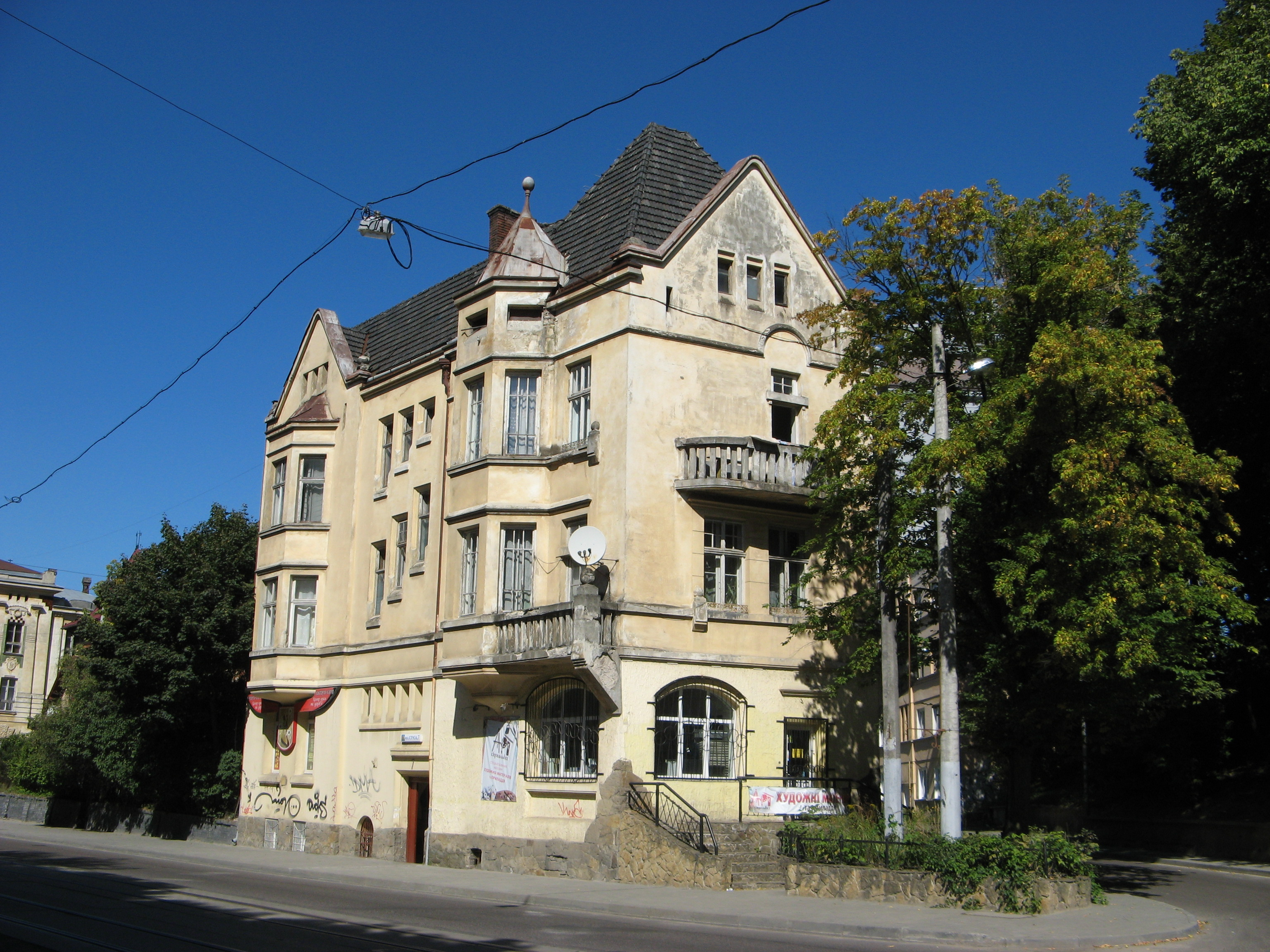
Kamienica przy ulicy Wasyla Stusa 5/7 (Snopkowska, Janiny Karłowiczówny)

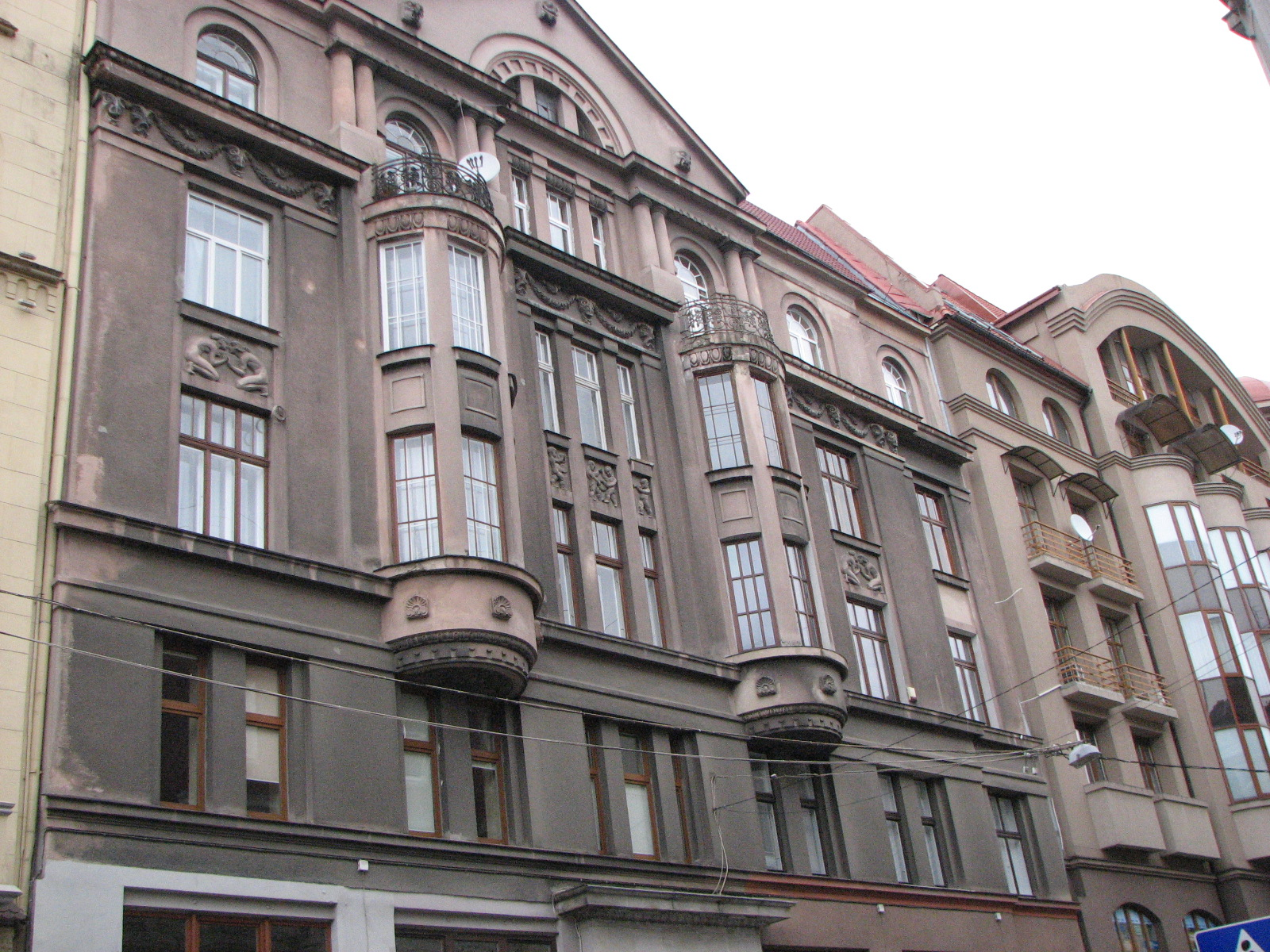
Kamienica przy ulicy Wałowej 13

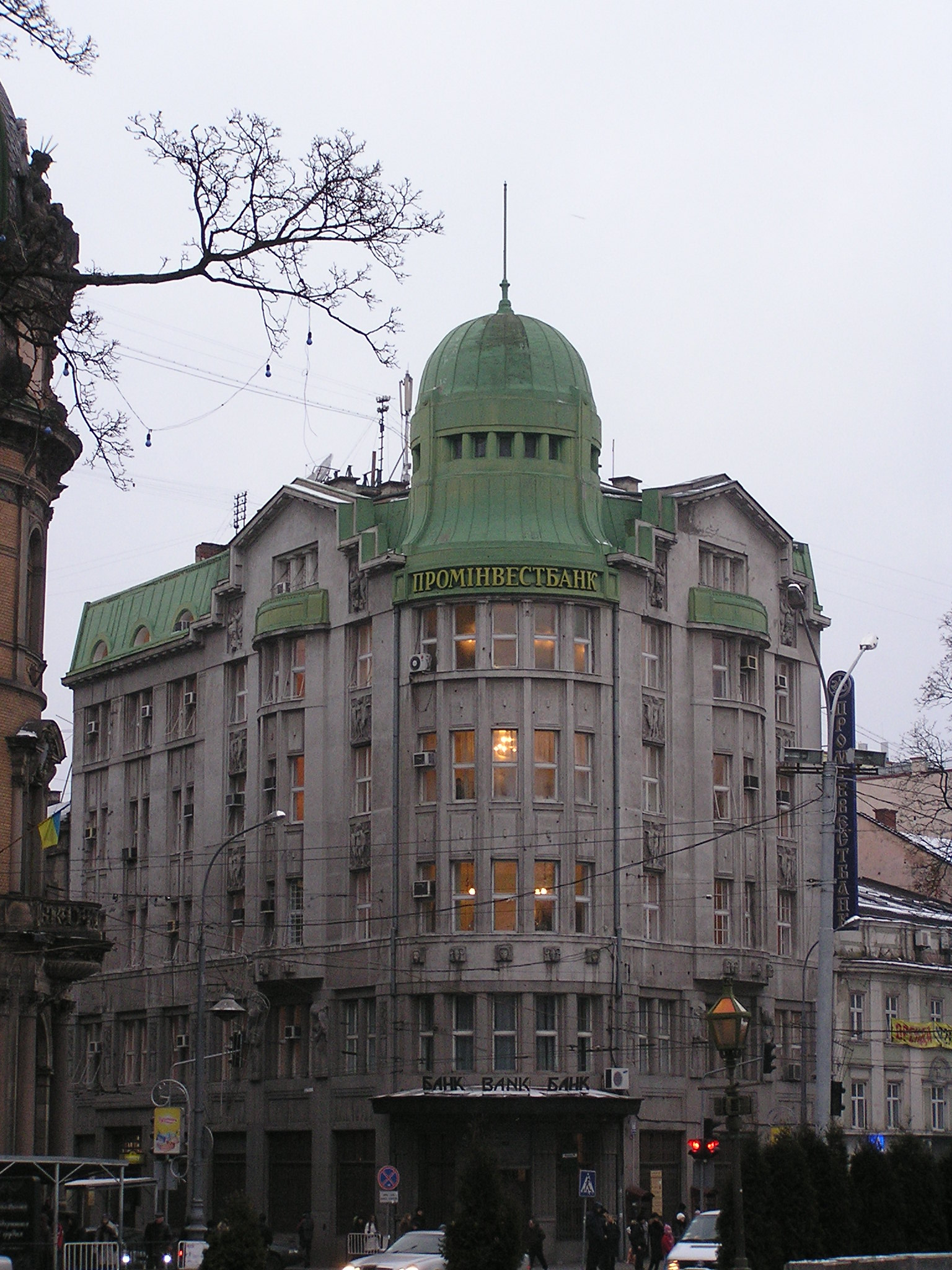
Dawny Ziemski Bank Kredytowy przy Prospekcie Swobody 17 (Wały Hetmańskie)

Władysław Dominik Derdacki (ur. 30 marca 1882 w Sokalu, zm. 10 listopada 1951 w Gliwicach) – polski architekt.

## Życiorys
W 1900 ukończył naukę w szkole średniej, a następnie rozpoczął studia na Wydziale Inżynierii Politechniki Lwowskiej. Po roku przeniósł się na Wydział Architektury, który ukończył z wyróżnieniem w 1907. Pozostał na uczelni jako starszy asystent. Równolegle od 1907 przez trzy lata pracował w biurze architektonicznym Jana Lewińskiego, gdzie z Witoldem Minkiewiczem stworzył szereg wspólnych projektów. W 1911 wspólnie z Minkiewiczem założyli własne biuro architektoniczne, w tym czasie należał do Stowarzyszenia Architektonicznego „Zespół”, był też członkiem Polskiego Towarzystwa Politechnicznego we Lwowie. W 1914 wszedł w skład komisji egzaminacyjnej na Wydziale Architektury Politechniki Lwowskiej, w 1920 został profesorem nadzwyczajnym, a cztery lata później profesorem zwyczajnym. W latach 1922–1923, 1927-1930 był dziekanem Wydziału Architektury. Po wysiedleniu Polaków ze Lwowa osiedlił się w 1946 w Gliwicach, gdzie został kierownikiem Katedry Budownictwa Uniwersytetu Śląskiego.

## Dorobek architektoniczny

### W biurze architektonicznym Jana Lewińskiego
- Zespół kamienic dochodowych przy ulicy Leona Sapiehy we Lwowie (obecnie ul. Stepana Bandery 2-4-6) /1909/;
- Kamienica przy ulicy św. Mikołaja we Lwowie (obecnie ul. Mychjło Hruszewskiego 10) /1910/;
- Kamienica przy ulicy Kazimierza Pułaskiego we Lwowie (obecnie ul. Parkowej 14) /1910/.

### W biurze założonym z Witoldem Minkiewiczem
- Dom Towarzystwa Pedagogicznego przy ulicy Chorążczyna we Lwowie (obecnie ul. Dżochara Dudajewa 17), na elewacji rzeźby Zygmunta Kurczyńskiego /1911/;
- Dom pracowników komunikacji tramwajowej przy ulicy Nowej Rzeźni we Lwowie (obecnie ul. Przemysłowa) /1912/;
- Kamienica przy ulicy Snopkowskiej we Lwowie (obecnie ul. Wasyla Stusa 5/7) /1912/;
- Kamienica przy ulicy Wałowej 13 we Lwowie /1912/;
- Kamienica przy ulicy Jana Sobieskiego we Lwowie (obecnie ul. Braci Rohatyńców 14) /1912/;
- Gmach Banku Praskiego we Lwowie (późniejszy Ziemski Bank Kredytowy) przy Wałach Hetmańskich (obecnie prospekt Swobody 17), realizacja projektu konkursowego. Władysław Derdacki zmienił projekt czeskiego architekta Macieja Blecha, elewację stworzył Emanuel Kodet. Obecnie siedziba „Prominwestbanku” /1911-1912/;
- Willa przy ulicy Jana Tarnowskiego we Lwowie (obecnie ul. Myrona Tarnawskiego 71) /1913-1922/;
- Projekt nowego gmachu Wydziału Mechanicznego przy ulicy Kornela Ujejskiego we Lwowie (obecnie ulicy Mykoły Ustynanowicza) /1913/, budowa została zrealizowana według projektu Witolda Minkiewicza /1924/;
- Projekt konkursowy na nowy kościół św. Anny (II miejsce). Pierwszego miejsca nie przyznano, ale realizacja nie doszła do skutku. Budynek miał stanąć u zbiegu ulic Gródeckiej 32 i Szewczenki i zastąpić dotychczasowy.

### W spółkach z innymi architektami
Część obiektów zaprojektował Derdacki samodzielnie, inne najczęściej z Józefem Piątkowskim i Stanisławem Rewuckim.
- Domy Towarzystwa „Sokół” w Husiatynie, Busku, Skałacie;
- Niezrealizowany projekt nowego Pałacu Sztuki stylizowany motywami ludowego budownictwa drewnianego, wspólnie z Józefem Piątkowskim /1910/;
- Pierwsza nagroda za projekt budynku rady miejskiej w Brzeżanach /1912/;
- Pierwsza nagroda za projekt budynku Towarzystwa Ziemskiego w Przemyślu /1912/;
- Projekt wystroju wnętrz Hotelu Krakowskiego we Lwowie /1914/;
- Budynek Towarzystwa Akcyjnego „Motor”, przy ulicy Mikołaja Kopernika 54-56 we Lwowie, współautor Stanisław Rewucki, parter zajmowały garaże, a na piętrze ulokowano biura /1922/;
- Przebudowa budynku mieszkalnego przy ulicy Bojmów we Lwowie (obecnie ul. Starojewrejskiej 31), współautor Stanisław Rewucki /1924/;
- Dobudowa czwartego piętra do kamienicy przy ulicy Łyczakowskiej 15 we Lwowie /1924/;
- Willa Krzyżewskich przy ulicy Żyżyńskiej we Lwowie (obecnie ul. Wołodymyra Kubijowicza 41) /1925/;
- Gmach VIII gimnazjum przy ulicy gen. Józefa Dwernickiego we Lwowie (obecnie ul. Iłłariona Święcickiego 17) /1924-1926/, obecnie gmach Ukraińskiego Uniwersytetu Katolickiego;
- Zespół budynków mieszkalnych funduszu zakładowego Miejskiego Zakładu Energetycznego przy ulicy Stryjskiej 50-76B we Lwowie/1927-1928/;
- Sala kotłów w elektrowni na Persenkówce we Lwowie /1929/;
- Własna willa w stylu funkcjonalizmu przy ulicy Cetnerówka 18 we Lwowie /1930/;
- Rafineria nafty na Zniesieniu we Lwowie;
- Nowe budynki wydziałowe Politechniki Lwowskiej przy ulicy Stryjskiej, rozpoczęcie budowy w 1938, ukończone po 1945.